# Kowleh
Kowleh (persiska: كوله, كولِه, كَولِه, كُّلِه) är en ort i Iran. Den ligger i provinsen Kurdistan, i den nordvästra delen av landet, 400 km väster om huvudstaden Teheran. Kowleh ligger 1 805 meter över havet och antalet invånare är 309.
Terrängen runt Kowleh är kuperad söderut, men norrut är den platt. Kowleh ligger nere i en dal.Runt Kowleh är det ganska glesbefolkat, med 28 invånare per kvadratkilometer. Närmaste större samhälle är Golāneh, 7,2 km nordväst om Kowleh. Trakten runt Kowleh består i huvudsak av gräsmarker.